# Karl von Prantl
Karl (oftast Carl) von Prantl,  född den 28 januari 1820 i Landsberg am Lech, död den 14 september 1888 i Oberstdorf, var en tysk filosofisk skriftställare, far till Carl Prantl.
von Prantl blev 1847 e.o. och 1859 ordinarie professor i filosofi vid Münchens universitet. 
Han vann ett namn dels som en rikt begåvad föreläsare, dels som författare till det för sin tid utmärkta arbetet Geschichte der Logik im Abendlande (1855-70; band II i 2:a upplagan 1885). 
Bland hans smärre skrifter kan anföras Die Philosophie in den Sprichwörtern (1858) och Verstehen und beurtheilen (1877). Han utgav även flera av Aristoteles arbeten.